# Classe Kairyū
Le Kairyū (海龍, « Dragon de la mer ») est un sous-marin de poche de la Marine impériale japonaise conçu en 1943-1944 et entré en production au début de 1945. Ce sous-marin était destiné à affronter les forces navales d'invasion américaines dans leur approche de Tokyo lors de l'opération Downfall.

## Histoire

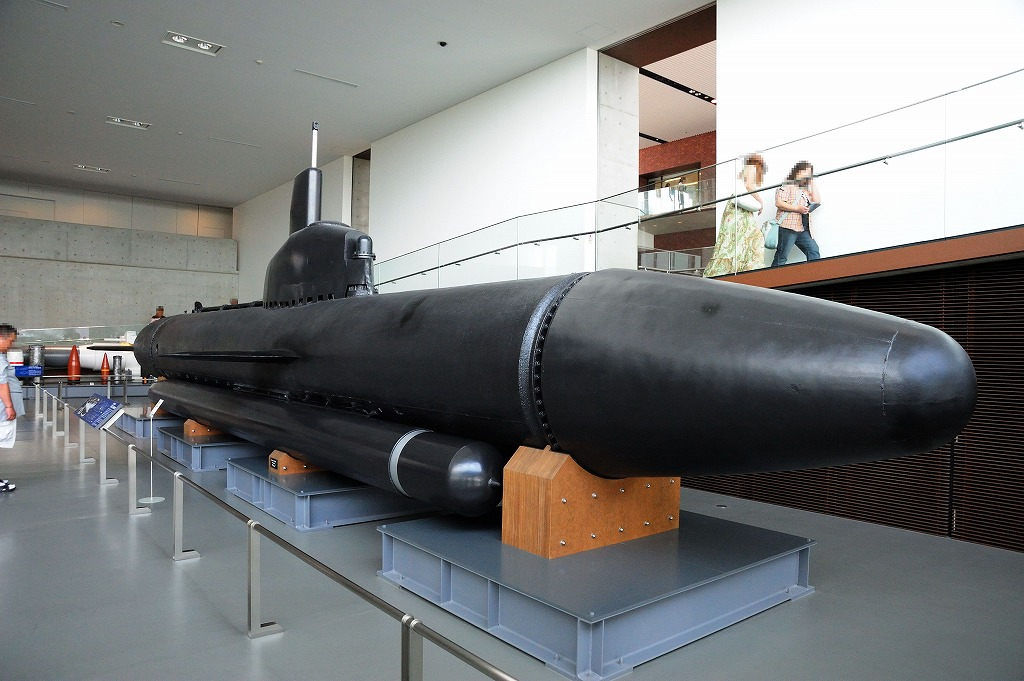
Un Kairyū au musée Yamato de Kure.

Plus de 750 de ces sous-marins sont commandés et au moment de la capitulation du Japon en août 1945, 210 environ ont été produits. La plupart l'ont été à l'arsenal naval de Yokosuka. Ils devaient avoir un équipage de 2 hommes et être armés de deux torpilles et d'une charge explosive de 600 kg placée à la pointe des sous-marins pour servir aux missions kamikaze.
La plupart des sous-marins Kairyu étaient basées à Yokosuka pour défendre l'entrée de la baie de Tokyo face à la future invasion américaine du Japon. Quelques-uns de ces engins étaient également stationnés aux entrées de Moroiso (en) et d'Aburatsubo (en) à la pointe sud de la péninsule de Miura où un centre de formation avait été mis en place.
En raison de la capitulation japonaise en août 1945, à la suite des bombardements atomiques de Hiroshima et Nagasaki, aucun de ces sous-marins n'a jamais combattu.

## Détails techniques

Plan général du sous-marin de poche Kairyū.

Le Kairyū est construit à partir de 3 sections d'acier boulonnées ensemble : l'avant (l'ogive de tête), le milieu (moteur diesel, le ballast, le réservoir de carburant, les contrôles et les batteries) et enfin l'arrière (plan de contrôle et moteur électrique).
La section avant peut être installée avec ou sans ogive.
Dans la partie centrale se trouvent les batteries du moteur et les réserves d'air. Puis se trouve la zone de pilotage. Il a de nombreux contrôles, pour les ailerons de plongée avant et arrière, le safran, les vannes d'huile, de carburant et d'eau, et le périscope. Derrière le poste de pilotage se trouve le ballast principal et le réservoir de carburant.
Derrière le réservoir de carburant et le ballast se trouve le moteur diesel de six cylindres en ligne, suivie par les cuves d'équilibrage, la transmission, les réducteurs du moteur et enfin le moteur électrique et les hélices.
Dans le tourelle, il y a généralement un compas magnétique Type 4. Cependant, dans certains des premiers modèles, il y a un compas gyroscopique Type 97 dans le sous-marin lui-même.

### Modifications
La troisième série de modifications du sous-marin présente quelques différences notables alors que les deux premières étaient négligeables.
La longueur totale est augmentée de 160 cm. Les ailerons de plongée avant sont déplacés vers l'avant de la tourelle. Il n'y a pas de compas magnétique externe et le réservoir de carburant est maintenant installé avant la zone de pilotage. Il y a aussi un deuxième périscope à l'arrière de la tourelle.
Ce modèle peut très bien avoir été utilisé à des fins d'entraînement.